# Diocesi di Celle di Mauritania
La diocesi di Celle di Mauritania (in latino Dioecesis Cellensis in Mauretania) è una sede soppressa e sede titolare della Chiesa cattolica.

## Storia
Celle di Mauritania, identificabile con Kherbet-Zerga nell'odierna Algeria, è un'antica sede episcopale della provincia romana della Mauritania Sitifense.
Sono noti due vescovi di questa antica diocesi. Il nome di Crescituro, episcopus Cellensis, appare al 17º posto nella lista dei vescovi della Mauritania Sitifense convocati a Cartagine dal re vandalo Unerico nel 484; Crescituro era già deceduto all'epoca della redazione di questa lista. Poiché il nome di Crescituro è raro nella prosopografia cristiana di questo periodo, Mandouze non esclude che questo vescovo sia da identificare con il Crescituro documentato da un'iscrizione scoperta a pochi chilometri a sud di Sétif; altri autori invece assegnano questo vescovo alla diocesi di Sitifi.
Un'iscrizione mutila, databile genericamente tra IV e VI secolo, trovata nel sito archeologico di Zerga menziona l'esistenza di un vescovo, …rastus episcopus, che edificò o restaurò la basilica in rovina dove è stata trovata l'epigrafe; il nome mutilo potrebbe, secondo Ferron, essere letto come Adrastus.
Dal 1933 Celle di Mauritania è annoverata tra le sedi vescovili titolari della Chiesa cattolica; dal 15 aprile 2008 il vescovo titolare è Néstor Montesdeoca Becerra, S.D.B., vicario apostolico di Méndez.

## Cronotassi

### Vescovi
- Crescituro † (prima del 484)
- (Ad)rasto † (IV/VI secolo)

### Vescovi titolari
- Joseph-Marie-Eugène Bretault, M.Afr. † (19 novembre 1965 - 28 luglio 1976 dimesso)
- Lélis Lara, C.SS.R. † (6 dicembre 1976 - 6 dicembre 1995 nominato vescovo coadiutore di Itabira-Fabriciano)
- Joseph Francis Martino (24 gennaio 1996 - 25 luglio 2003 nominato vescovo di Scranton)
- Gabriel Justice Yaw Anokye (30 ottobre 2003 - 26 marzo 2008 nominato vescovo di Obuasi)
- Néstor Montesdeoca Becerra, S.D.B., dal 15 aprile 2008